# فيليب-أونوريه روي
فيليب-أونوريه روي هو سياسي كندي، ولد في 30 يوليو 1847 في أونريفيل في كندا، وتوفي في 17 ديسمبر 1910 في مونتريال في كندا. نشط حزبياً في حزب كيبيك الليبرالي. وقد انتخب عضو الجمعية الوطنية في كيبك ‏.